# LNER Classe A4
La classe A4 est une classe de locomotives à vapeur, conçue par Herbert Nigel Gresley en 1935 pour la compagnie ferroviaire britannique London and North Eastern Railway (LNER). Leur carénage aérodynamique caractéristique, favorable à la grande vitesse, les rend facilement identifiables.
La production totale a été de 35 unités, dont 6 ont été préservées. Une des machines de cette série, la no 4468 Mallard, détient depuis 1938 le record mondial de vitesse en traction à vapeur, soit 202,8 km/h.

## Histoire
Durant les années 1930, les nations rivalisent dans le domaine de la grande vitesse et leurs chemins de fer essayent plusieurs dispositifs issus de l'aviation et de l'automobile, alors en plein essor. Le London and North Eastern Railway dont le réseau, deuxième le plus grand au Royaume-Uni, voit circuler de nombreux express importants, est bien destiné à suivre cette évolution. Mais faut-il électrifier les lignes, commander des rames diesel à grande vitesse ou bien poursuivre les améliorations apportées à la technologie des locomotives à vapeur ?
Fort impressionné par les autorails aérodynamiques Fliegender Hamburger (de) (Hambourgeois volant) qu'il avait pu observer en Allemagne en 1933, l’ingénieur Sir Nigel Gresley, directeur de la traction au LNER, assure à sa compagnie qu'elle sera en mesure d'assurer un service comparable sans avoir à se lancer dans un coûteux et incertain projet d'autorails diesels. Il décide pour ce faire de réaliser une version carénée et améliorée des pacifics classe A3 (en), réalisées par lui à la fin des années 1920. Ces locomotives basées sur les A1 de 1922 étaient une plateforme puissante et très stable, adaptée aux grandes vitesses, la 4472 "Flying Scotsman" étant la première locomotive à avoir franchi la barre des 100 miles par heure (161 km/h) de manière vérifiée.
Une première campagne d'essais est réalisée avec des locomotives série A3, au cours de laquelle est battu le record de vitesse au Royaume-Uni lorsque la no 2750 "Papyrus" atteint les 173,8 km/h.
Le nouveau train de prestige — Londres - Newcastle — qui justifie la création de cette nouvelle série est nommé Silver Jubilee (en) car l'année 1935 sera celle du jubilé d'argent du Roi d'Angleterre George V. Pour composer ce train, Gresley réalise une rame semi-articulée de sept éléments dont les parois extérieures sont constituées de tôles recouvertes de rexine argentée, assortie à la livrée à deux tons de gris de la locomotive.

### Mise au point
Par rapport aux locomotives classe A3, les A4 se distinguent par leur chaudière de plus grande pression (250 psi contre 220) avec un foyer à la surface de combustion agrandie (41,25 ft2). Testé en soufflerie, le carénage aérodynamique réduit le coefficient de traînée (Cx) et favorise également l'évacuation des fumées, emportées vers le haut par le mouvement de l'air sur l'avant fuselé.
À partir de 1938, les Pacific A4 reçoivent progressivement l'échappement kylchap à deux tubes qui améliore davantage ses performances. Les locomotives de la série A3 et les Pacific ultérieures seront aussi (ré)équipées de la sorte.
Le carénage des A4, aux formes très efficaces, donne lieu à deux autres séries au LNER : en 1936, les six mikado pour trains rapides de la classe P2 (en) sont dotées d'un avant semblable (le reste de la machine n'est pas altéré) ; en 1937, deux ten wheel classe B17 (en) reçoivent une enveloppe aérodynamique pour la remorque du train East Anglian (n'apportant pas d'amélioration notable, il est démonté en 1951).

## En service
Les quatre premières locomotives (2509 à 2512) sont commandées pour assurer le Silver Jubilee et leurs noms de baptême contiennent toutes le mot "silver". Lors d'un parcours d'essais destiné à la presse, la 2509 "Silver Link" atteint les 112,5 mph (181,1 km/h), écrasant le record précédent et réalisant 160,9 km/h de moyenne sur une distance de 43 miles.
Le succès commercial et technique du Silver Jubilee remorqué par des A4 pousse le LNER à créer deux nouveaux trains à grande vitesse en 1937 : le West Riding Limited (en) et le Coronation (en) : Londres - Édimbourg (à ne pas confondre avec le Coronation Scot (en) du rival London, Midland and Scottish Railway).
La compagnie affecte également d'autres locomotives A4 à des express existants, composés de voitures non-aérodynamiques tels que le Flying Scotsman, composé de 12 voitures. Les 35 locomotives A4 mises en service de 1935 à 1938 remplacent ainsi les A1/A3 sur les express les plus prestigieux. Elles se distingueront aussi, comme les A1 et A3, en réalisant des parcours non-stop sur de longues distances sans aucun arrêt : le LNER faisant partie des compagnies utilisant des réserves d'eau entre les rails pour le ravitaillement en marche. Plusieurs records en la matière seront réalisés avant-guerre et après le retour des trajets sans arrêt en 1948.

### Record mondial de vitesse
En août 1936, la 2510 Silver Fox avait atteint la barre des 181,9 km/h en service commercial, donnant lieu à un nouveau record national. En juin 1936, la compagnie LMS retire le titre à sa rivale lorsque la Pacific no 6220 "Coronation" parvient à une vitesse de 114 mph (183 km/h) en tête du Coronation Scot lors d'un parcours d'essais où étaient conviés les journalistes. Le LNER échouera à atteindre cette valeur lors d'une tentative avec une A4 remorquant le train Coronation quelques jours plus tard.
La mise en marche de trains d'une telle vitesse étant incompatible avec les distances de freinage normalement pratiquées, Gresley réfléchit à les équiper de freins continus plus efficaces que les systèmes freins à vide ou à air comprimé alors utilisés en Grande-Bretagne. Une campagne de test avec un nouveau type de freins Westinghouse que le LMS utilise déjà va servir de prétexte à un nouveau record préparé en secret afin d'éviter la curiosité du LMS… et la désapprobation du service des infrastructures qui ne voit pas d'un bon œil ces courses excédant la vitesse limite.
Le 3 juillet 1938, la locomotive habituellement assignée est remplacée par une autre A4, la 4468 "Mallard", pourvue d'un échappement Kylchap, et le nombre de voitures est moins élevé (sept). La mission du jour est seulement révélée aux ingénieurs qu'après qu'ils fussent montés à bord de la voiture-dynamomètre. Après un premier parcours d'essais sur la East Coast Main Line jusque Barkston, la locomotive et son convoi repartent et accélèrent progressivement. Les performances, dûment enregistrées par la voiture de mesures vont croissant avec une puissance maximale de 1 800 ch à 116 mph. Dans une descente de 5 ‰ (pour mille) à Stokes Bank, l'aiguille du compteur dépasse les 120 mph et le stylet grave une vitesse maximale de 125-126 mph (202,4 km/h) sur une distance de 306 yards, écrasant coup sur coup le record national et mondial de vitesse pour une locomotive à vapeur (jusqu'ici détenu par l'Allemagne). Ce record n'a jamais été battu ; de telles vitesses ayant toutefois été atteintes dès 1903 et 1936 par des engins électriques et diesel.
Aux termes de cet essais, on s'aperçut que le roulement de l'essieu moteur no 2 avait fondu malgré les quantités impressionnantes de graisse qui lui avaient été ajoutées à Barkston. Remorquée par une Atlantic classe C1 (en) jusqu'à Londres King's Cross pour une conférence de presse, elle est de retour en service commercial 9 jours plus tard.

### Seconde guerre mondiale
L'entrée en guerre du Royaume-Uni en septembre 1939 met un terme aux velléités de Gresley — qui décédera en 1941 — de réaliser une nouvelle tentative de record dans de meilleures conditions. Durant le conflit, les A4 se voient confier des express souvent plus lourds (jusqu'à 15 voitures) et perdent les plaques de carénage latérales recouvrant les roues ; elles ne seront pas réinstallées après le retour à la paix. Autre changement plus surprenant : les sifflets caractéristiques des A4 sont démontés et détruits par crainte d'une confusion entre leur son et celui des sirènes de détresse annonçant les attaques aériennes ! Afin de résoudre un manque de performances au démarrage, Edward Thompson modifie les valves de distribution pour augmenter l'effort maximal.
La 4469 "Sir Ralph Wedgwood" (en) est détruite par un bombardement aérien dans la nuit du 28 avril 1942 qui touche la remise de Doncaster. Son nom de baptême, honorant le directeur de la compagnie qui avait validé le programme des A4, est donné en 1944 à la 4466 "Herring Gull".

### Remplacement
Le successeur de Nigel Gresley, Edward Thompson (en), est en désaccord complet avec le système de distribution conjuguée à trois cylindres que Gresley avait inventé et utilisé notamment sur les Pacific du LNER. Il conçoit les plans d'un modèle de Pacific, dérivé des A4 mais sans carénage, appelé à remorquer les express de la compagnie après le conflit en employant une troisième distribution Walschaerts pour actionner indépendamment le cylindre du milieu. Les A2 doivent être des locomotives à roues moins grandes destinées à des trains moins rapides voire de marchandises express tandis que les A1 seront prévues pour les mêmes services que les A1/A3 et A4 de Gresley.
Après avoir transformé en Pacific (classe A2/2 (en) de 1943) les P2 (en) que leurs quatre essieux moteurs et l'absence de bogie rendaient peu efficaces, et réalisé les quatre A2/1 (en) en partant des plus petites machines de la classe V2 (en), Thompson prend l'initiative de sélectionner la toute première Pacific Gresley (la A1 no 4470 Great Northern) pour la reconstruire selon ses principes. Classée dans la série A1/1 (en), elle restera un prototype auquel le successeur de Thompson ne donnera pas de lendemain à ce projet que même les ingénieurs subordonnés désapprouvaient. Le seul modèle de Pacific produit en série d'après des plans de Thompson est la classe A2/3 (en) forte de 15 locomotives et affectée à des services moins nobles que les A4. Comme ses autres Pacific, elles ne seront pas exemptes de défauts, la disposition des cylindres extérieurs en arrière du bogie (afin que les pistons des trois distributions Walschaerts aient la même longueur) n'apportant rien par rapport aux cylindres en batterie mais fragilisant le châssis.
Arthur Peppercorn (en) ne partage pas les vues de Thompson, à qui il succède dès 1946. Avant la nationalisation des chemins de fer britanniques en 1948, il réalise trois modèles de locomotives seulement, dont deux Pacific. Les A2 (Peppercorn) (en) s'inscrivent dans la lignée des A2 qui la précédent et ne donneront lieu qu'à 15 exemplaires. À l'inverse, ses nouvelles A1 (en) sont plus réussies. L'équipe d'ingénieurs à qui Thompson avait demandé de s'inspirer de son A1/1 ayant délibérément freiné le travail à l'annonce du prochain départ à la retraite de leur supérieur, Peppercorn a le champ libre pour leur donner de nouvelles consignes pour la partie avant. Sorties d'usine de 1948 à 1950, les 49 locomotives de la série se montreront plus efficaces en service et parfaitement adaptées aux trains à grande vitesse les plus lourds de la East Coast Main Line. L'ajout d'un carénage à ces nouvelles machines sera un temps envisagé mais n'aura pas lieu.

### Fin de carrière

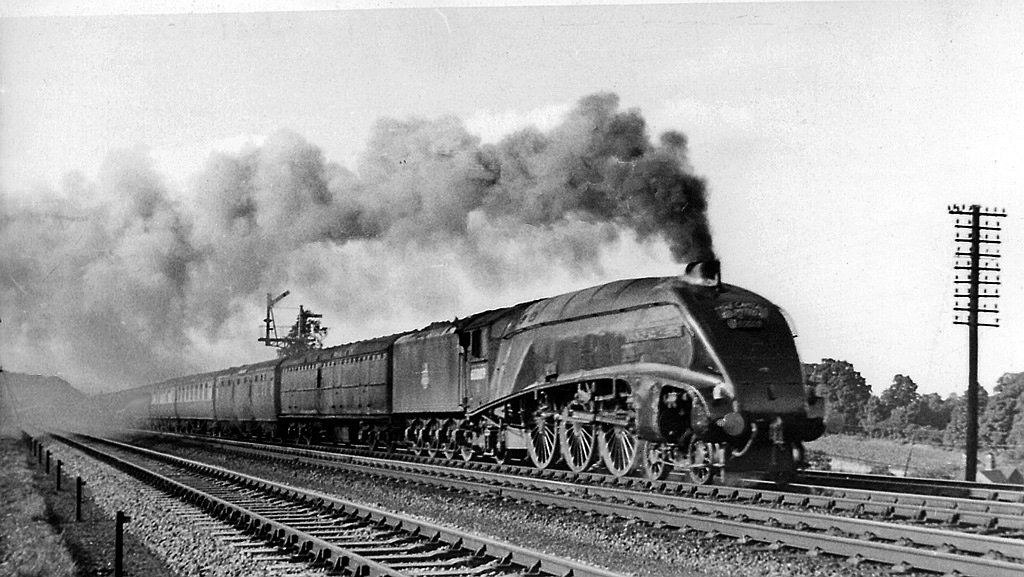
Union of South Africa en tête du Capitals Limited en 1949.

La carrière des A4 en tête des express de premier rang n'est cependant pas révolue, l'arrivée des Pacific classe 7 "Brittania" (en) unifiées ne signifiant pas pour autant l'éviction des A4. C'est finalement l'avénement des locomotives diesel qui provoque leur mise au rebut. Les 22 classe 55 "Deltic" (en) prenant le relai sur la ligne de la côte Est et des machines moins rapides, et souvent moins fiables, sur les autres lignes où les A4 se maintiennent un temps. Cinq sont retirées du service en 1962 et les autres suivent jusqu'en 1966 où les six A4 subsistantes sont rayées des inventaires. Le tout dernier train que les British Railways confient à une A4 arrive en gare Glasgow le 14 décembre 1966 après être parti d'Aberdeen.

## Préservation
Six des locomotives A4 encore survivent : la 60007 Sir Nigel Gresley, la 60008 Dwight D. Eisenhower, la 60009 Union of South Africa, la 60010 Dominion of Canada, la 60019 Bittern et, bien sûr, la 60022 Mallard.

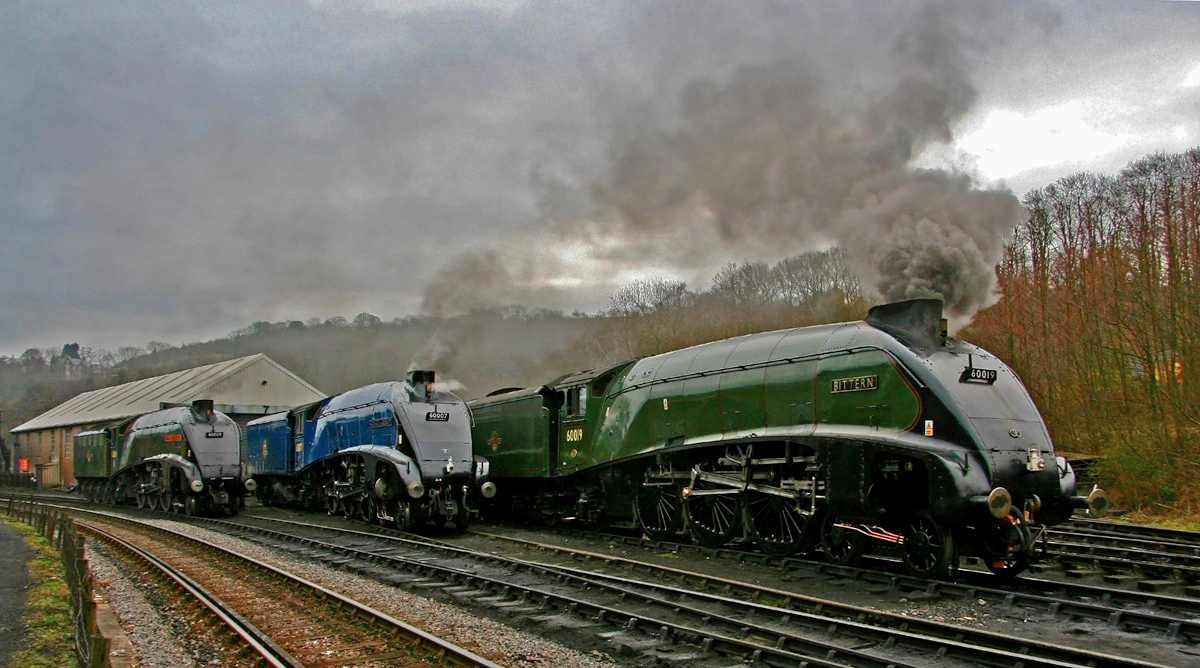
Rassemblement de 3 locomotives ex-LNER A4 à Grosmont, North Yorkshire Moors Railway : la 60009 Union of South Africa, la 60007 Sir Nigel Gresley et la 60019 Bittern.